# Trädgård

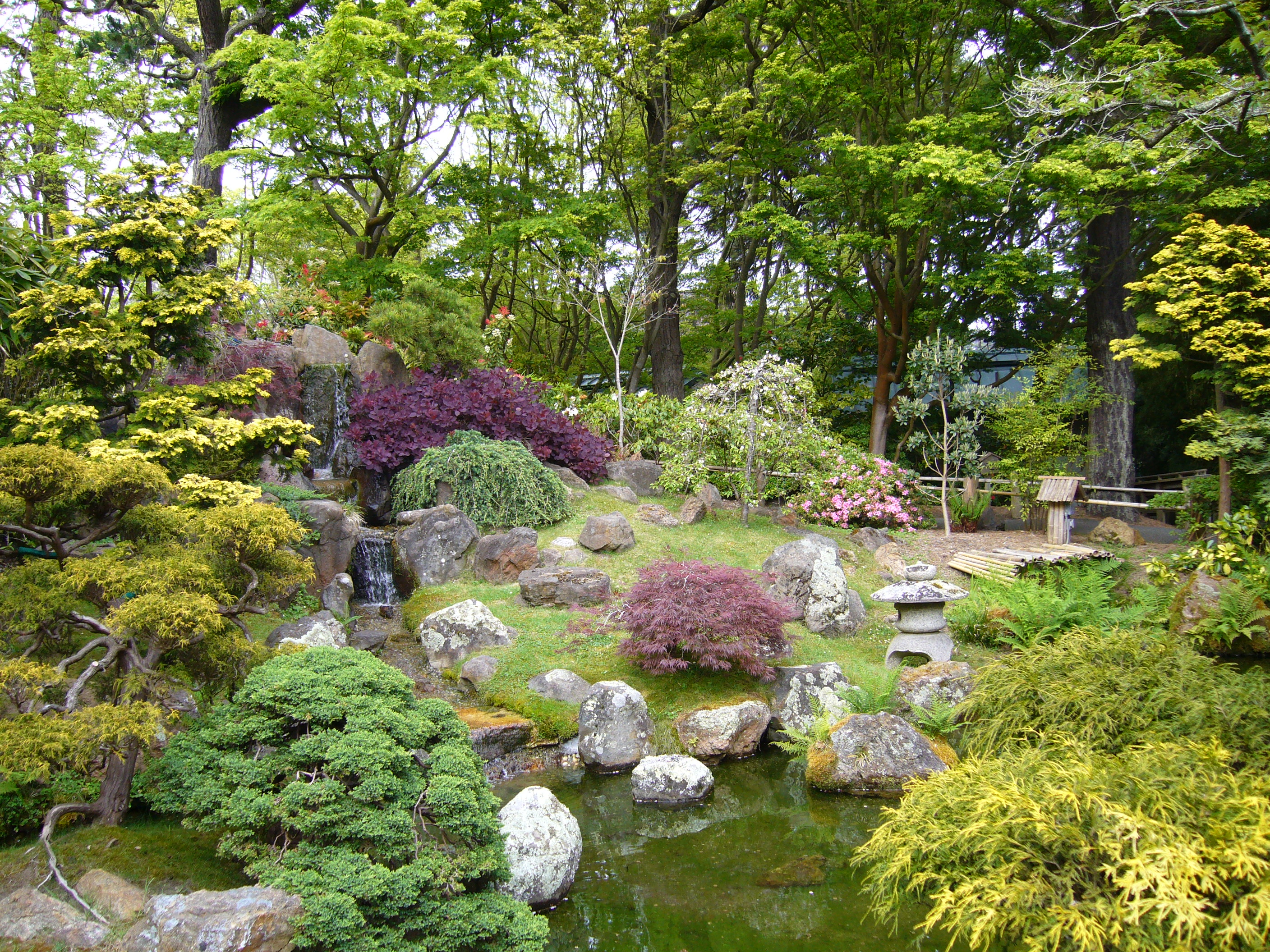
Japansk trädgård

En trädgård är ett avgränsat område, vanligen med odling av nytto- och prydnadsväxter. Med nyttoväxter avses vanligen bärbuskar, fruktträd, grönsaker och kryddörter av olika sorter. En trädgård av prydnadskaraktär är mindre än en park.

## Svårodlade delar
De flesta trädgårdar har åtminstone en del där det inte är lika enkelt att odla med gott resultat. Detta kan bero på flera olika saker, exempelvis ihållande torka, skugga, tung lerjord, fel pH-värde eller för mycket fukt. Väljer man rätt växter kan man ofta lyckas bra även med sådana delar av trädgården. Förslag på växter för svårodlade delar är till exempel:
- Torra delar med skugga: vintergröna, hasselört, flocknäva, sockblomma och blåtry.
- Torra delar med sol: ginst, ljung, rönn, kattfot, röllika, taklök, fetblad och ett flertal kryddväxter såsom timjan.
- Stenigt med mager jord: en, måbär, slån, äppelros och harginst.
- Fuktigt utan sol: ormbunksväxter, bergenia, sippor samt plymspirea.
- Fuktigt: strandris, viden, bergenia, snöbär, förgätmigej, kabbleka, randgräs och måbär
- Lerjord: rosor, rosenkvitten, syrener, forsythia samt prydnadsapel
- Lågt pH-värde: hortensia, azalea, rhododendron, ormbunksväxter, penningblad och blåbär.
- Salt- och vindutsatt: vresros, oxel, strandtrift, strandkål, backnejlika

## Bilder

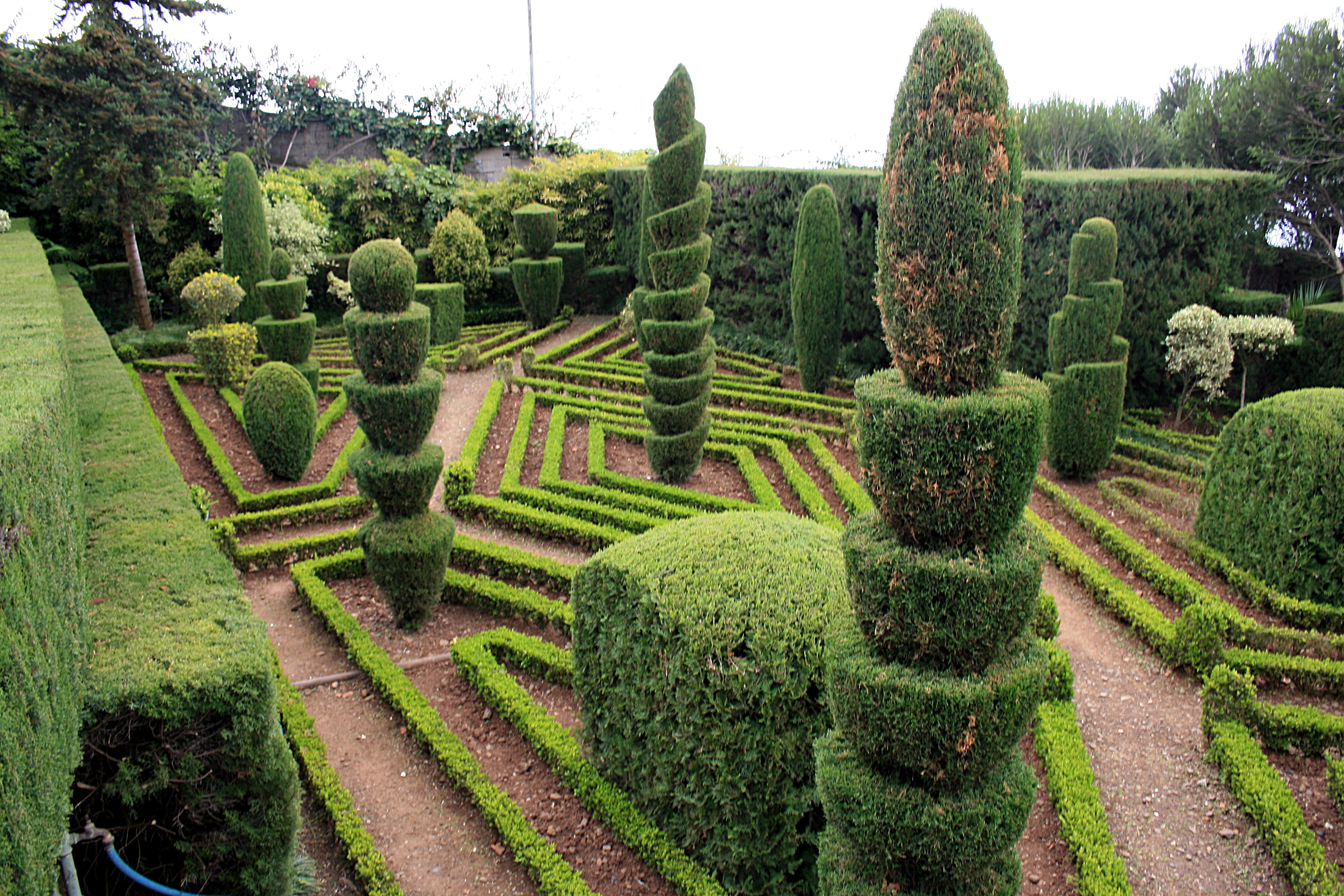
Funchal Botaniska trädgården
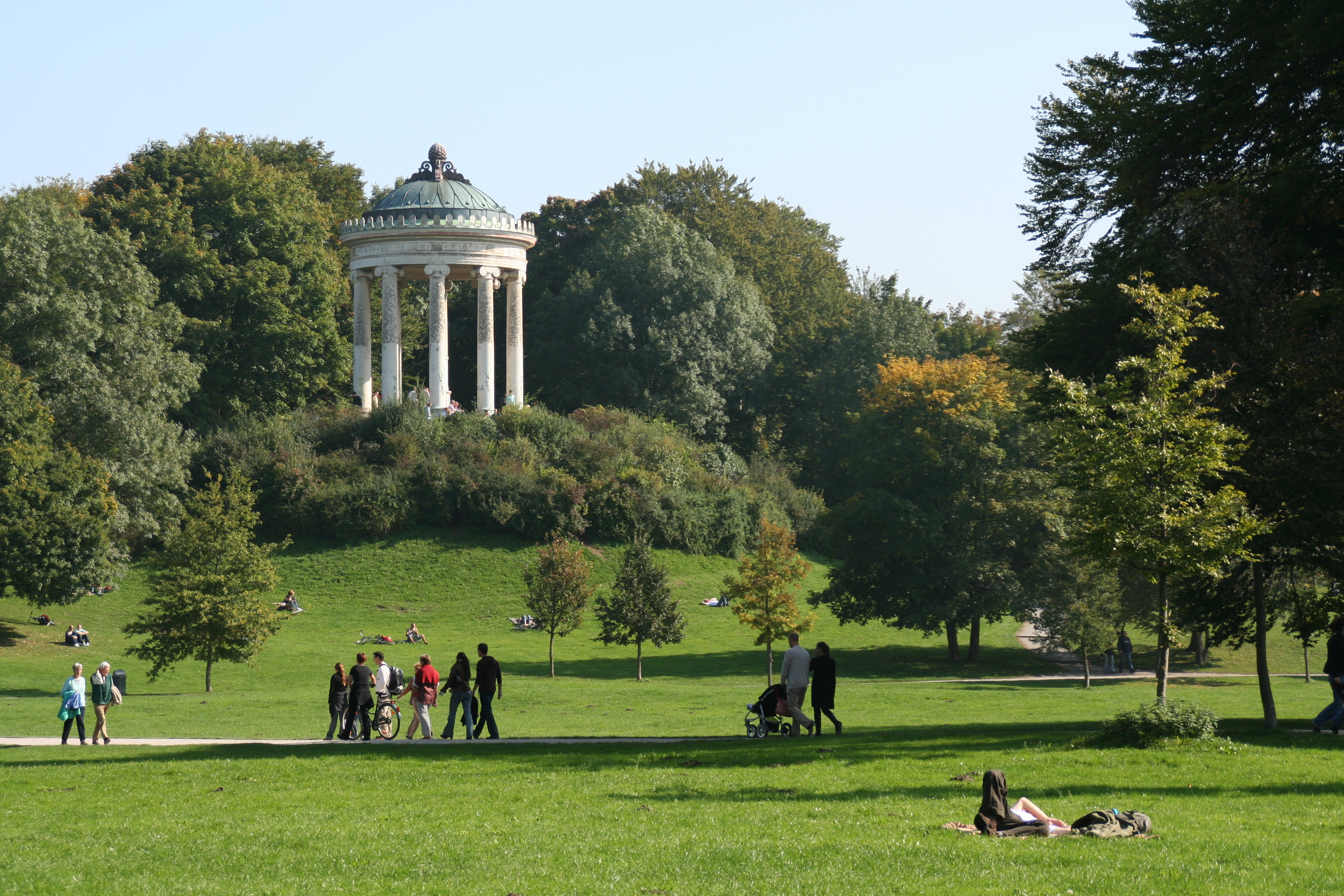
Engelsk park
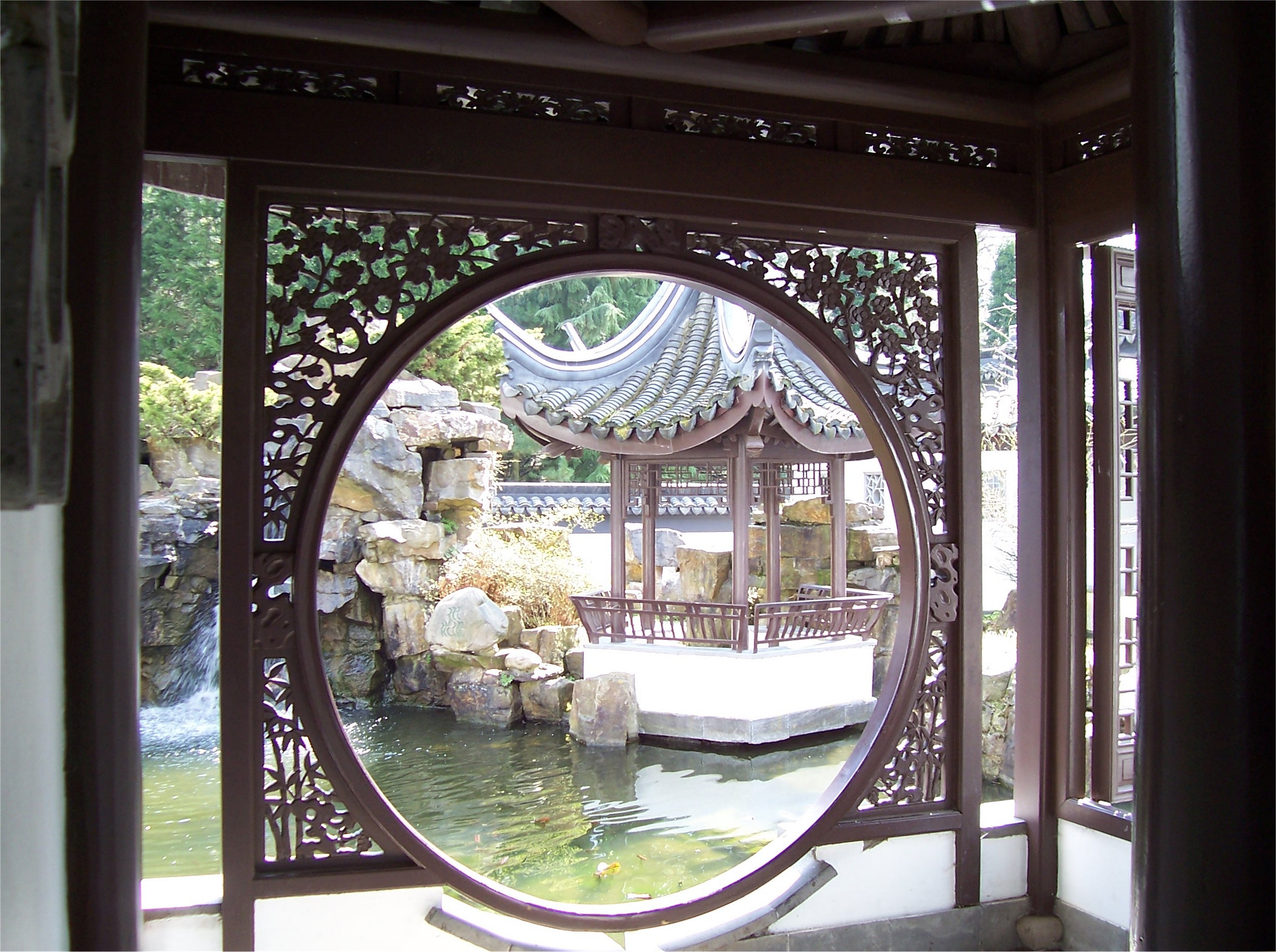
Kinesisk trädgård
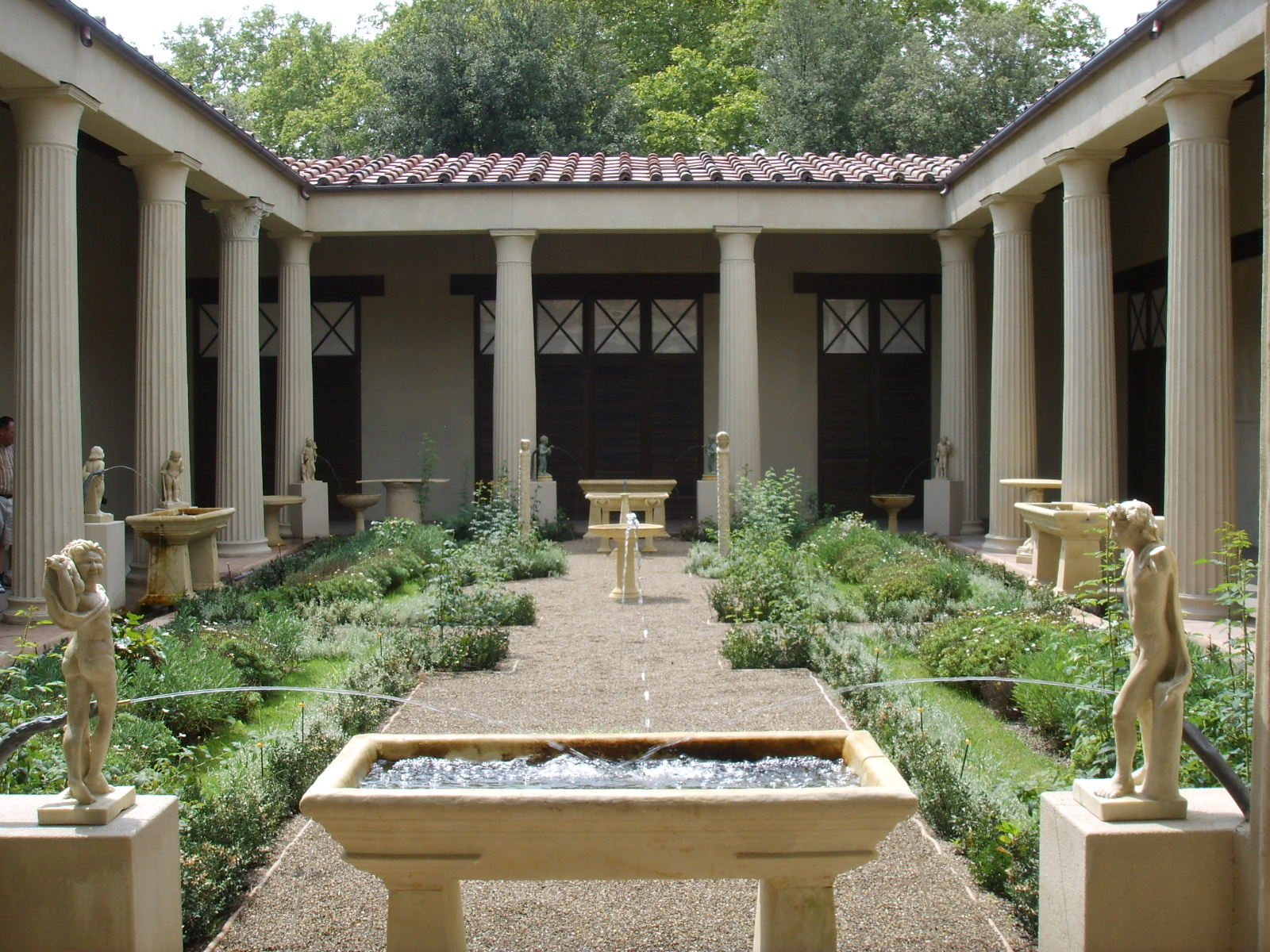
Rekonstruktion av trädgård från Pompei
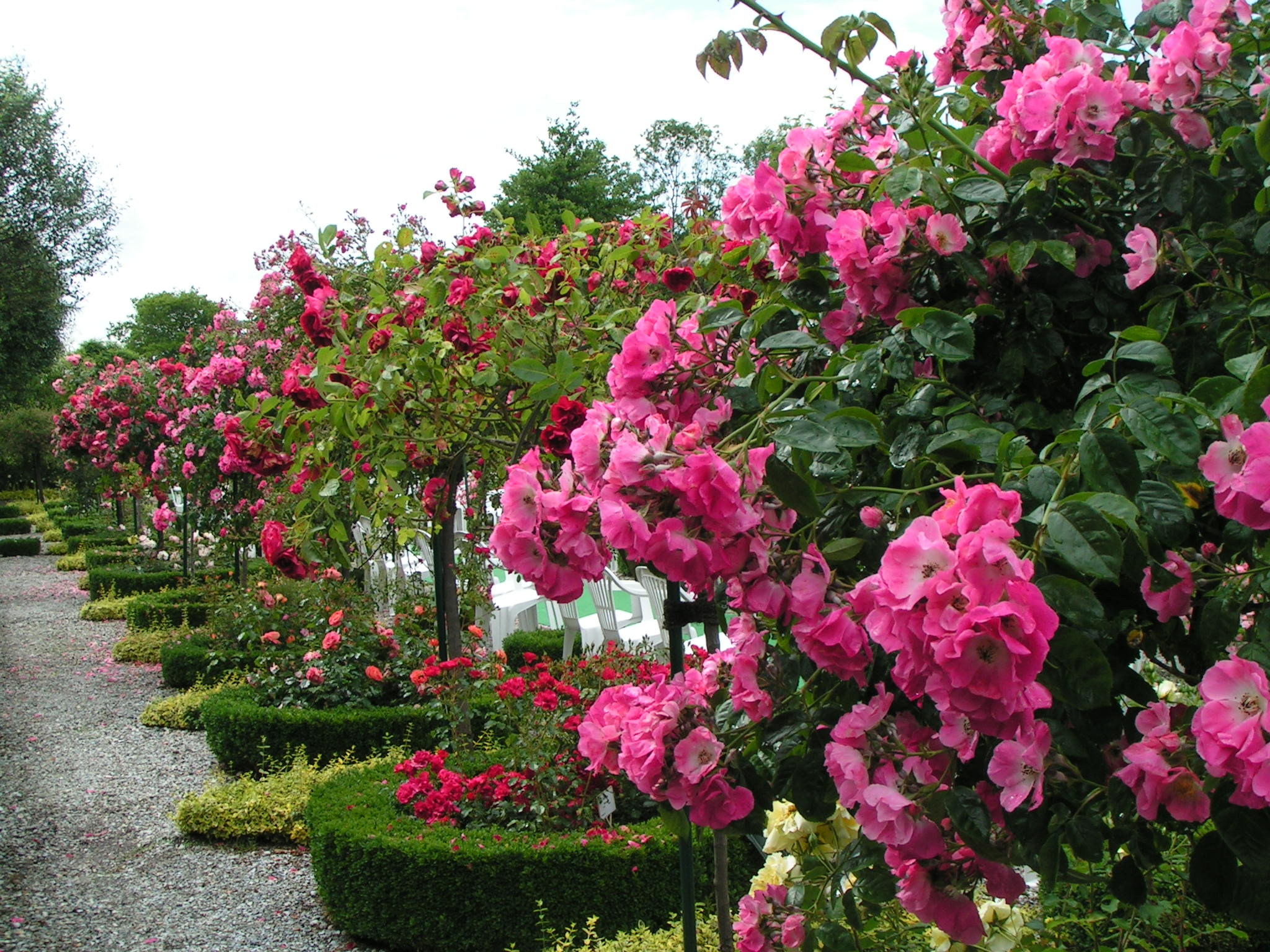
Rosarium från Wilhelmshaven
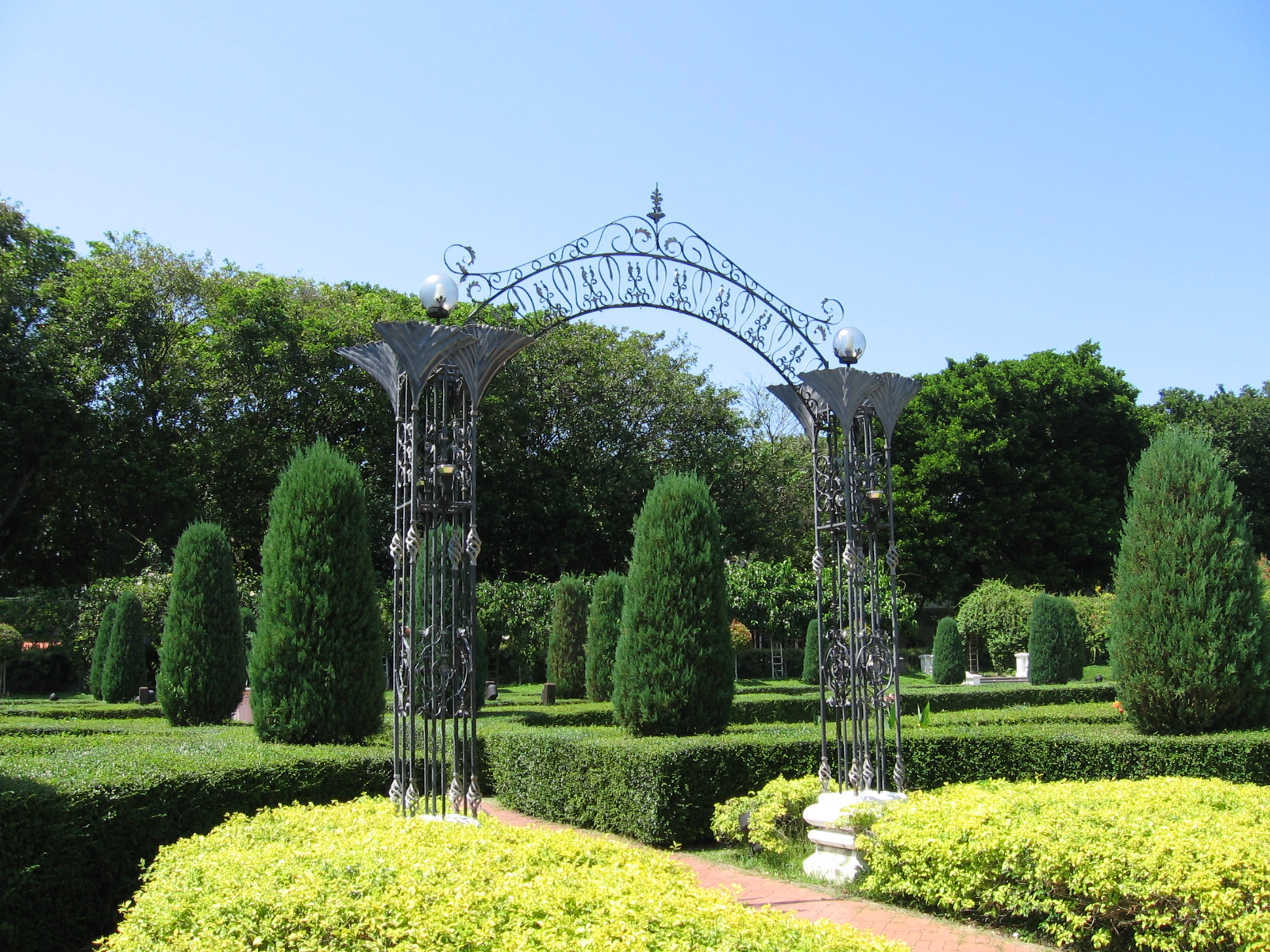
Sentosa Fountain Gardens in Singapore
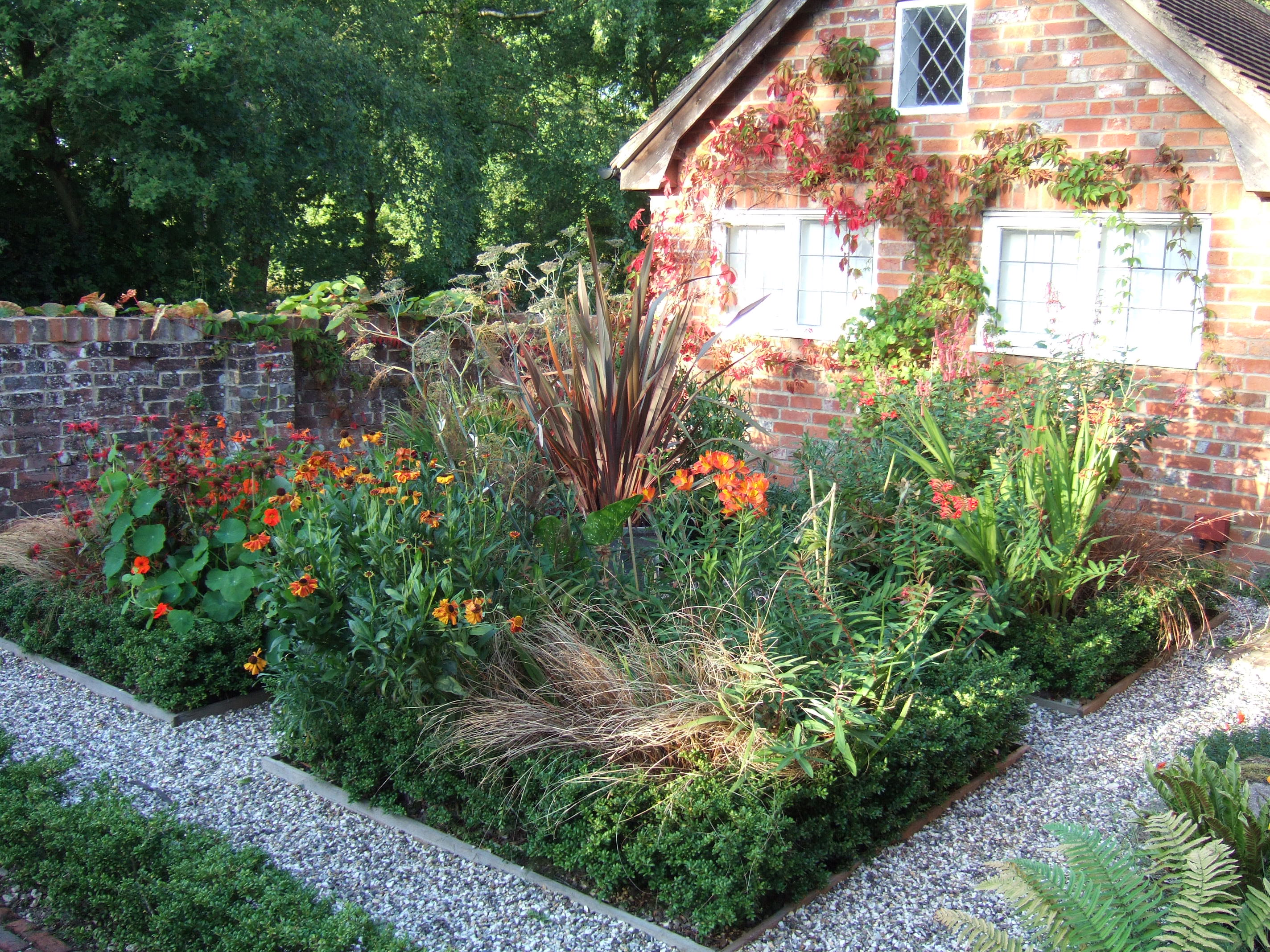
Cottage garden, engelsk trädgård
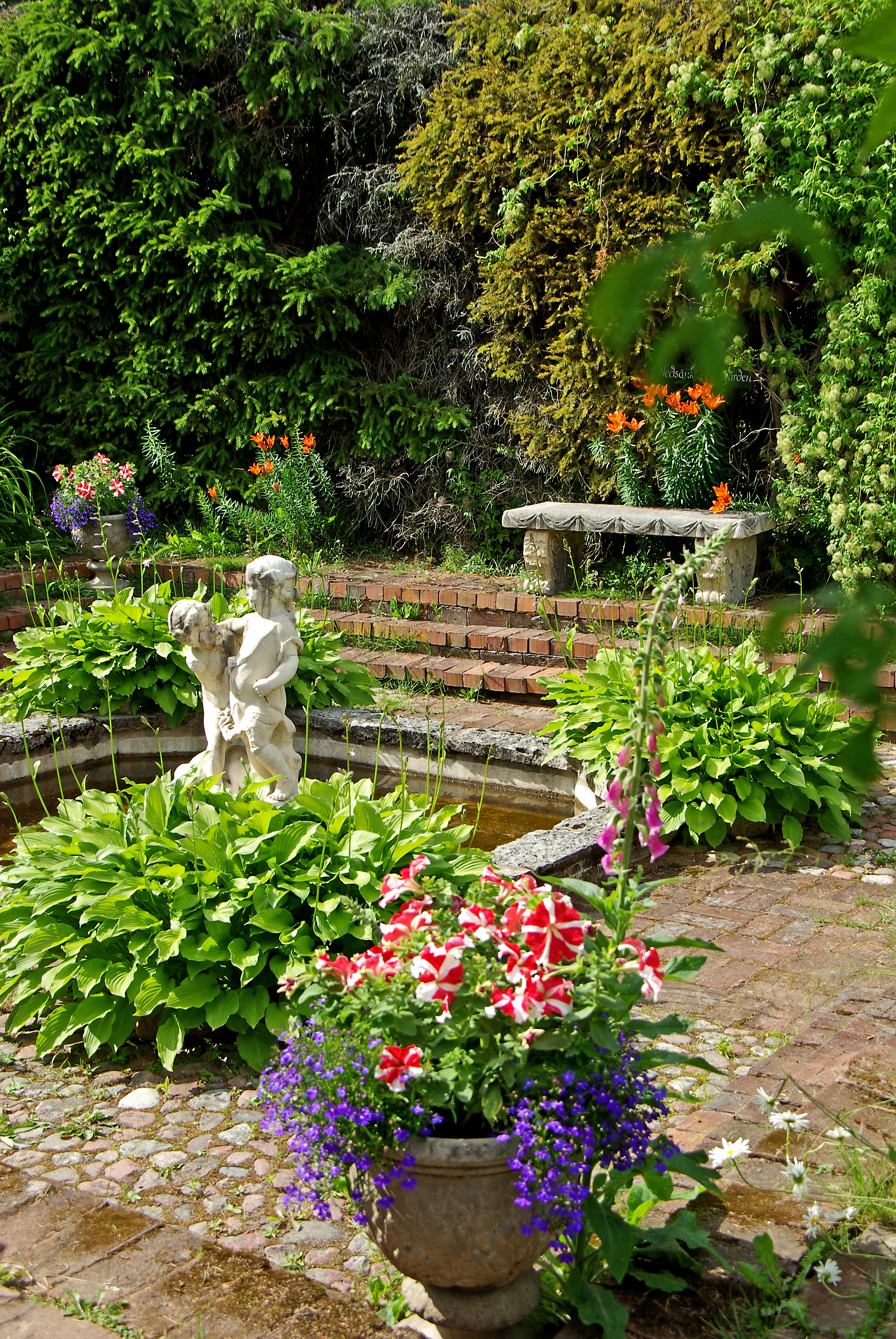
Blomstrande trädgård vid Hildasholm